# Hamataliwa cooki
Hamataliwa cooki là một loài nhện trong họ Oxyopidae.
Loài này thuộc chi Hamataliwa. Hamataliwa cooki được miêu tả năm 1989 bởi Grimshaw.